# Iglesia Católica Qiao'ergou
La Iglesia Católica Qiao'ergou (en chino: 桥儿沟天主堂) es una antigua iglesia católica en Yan'an, Shaanxi. Después de la llegada de las fuerzas comunistas chinas a Yan'an en 1936, fue utilizado por la Escuela Central del Partido Comunista Chino y el Instituto de Artes Lu Xun. Fue catalogado como un importante sitio de patrimonio cultural bajo protección a nivel nacional de China en 1961.

## Historia

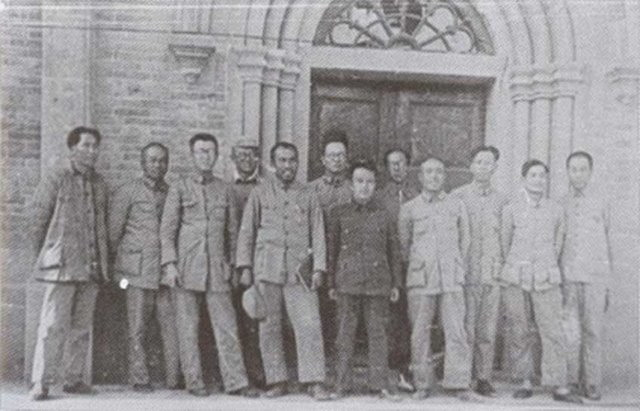
Delegados de la VI sesión plenaria del VI Comité Central del Partido Comunista Chino, entre ellos Mao Zedong (extremo izquierdo) y Zhou Enlai (extremo derecho), posando frente a la iglesia en 1938. Se ve la puerta de arco de estilo neorrománico.

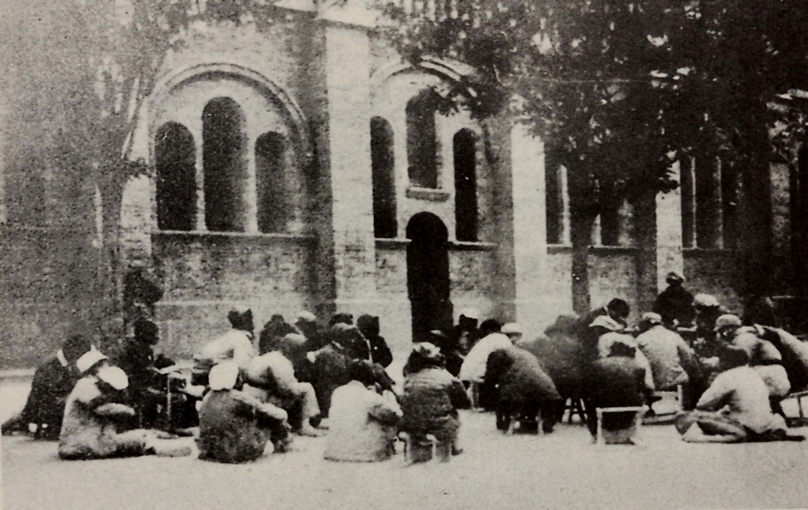
Los estudiantes del Instituto de Arte Lu Xun se reúnen afuera de la iglesia, que fue utilizada por el instituto de 1939 a 1945.

En 1924, el misionero católico español Celestino Ibáñez y Aparicio compró un terreno para construir una iglesia. La construcción se inició en 1931 y se completó en 1934. Debido a la llegada del Ejército Rojo Chino al norte de Shaanxi en 1935, la Iglesia católica se retiró de la región y abandonó la iglesia y los edificios asociados.
Después de la Larga Marcha, la dirección del Partido Comunista Chino llegó a Yan'an en enero de 1936. La Escuela Central del Partido del PCCh utilizó la iglesia como auditorio. En 1938, la VI Sesión Plenaria del VI Comité Central del Partido Comunista Chino ocurrió en la iglesia. De 1939 a 1945, Instituto de Artes Lu Xun utilizó el edificio de la iglesia. En 1944, los católicos locales celebraron la Navidad en la iglesia y el gobierno comunista envió un delegado para felicitarlos.
Después de la fundación de la República Popular China en 1949, la iglesia está catalogada como sitio protegido a nivel provincial. En 1961, fue catalogado como uno de los principales sitios del patrimonio cultural bajo protección a nivel nacional.

## Arquitectura
La iglesia de estilo neorrománico tiene forma de basílica. es 36.28 metros (119,0 pies) de largo y 15.858 metro (52,03 pies) de ancho. La fachada frontal es 11.04 metros (36,2 pies) de altura. La iglesia tiene dos campanarios que miden 22.69 metros (74,4 pies) de altura.
La iglesia mira al sur, con su altar colocado en el lado norte de la iglesia. La nave de la iglesia está sostenida por 12 pilares corintios. Cada pilar es 4.5 metro (15 pies) de altura. La nave es 7.2 metro (24 pies) de ancho, mientras que cada uno de los pasillos mide 3.4 metro (11 pies) de ancho. Los capiteles del altar y de los pilares están decorados con motivos tradicionales chinos. El coro alto está encima de la entrada sur.

### Citas
1. ↑  Wang y Zhang, 2008, p. 68.
2. 1 2 3  Wu y Wu, 2020, p. 14.
3. ↑  Wen Dao, 1999, p. 52.
4. 1 2 3  Wang y Zhang, 2008, pp. 68–69.
5. ↑  Wang y Yang, 2013, p. 256.
6. ↑  Wang y Zhang, 2008, p. 70.
7. ↑  Wang, 2014, p. 106.

### Artículos de revista
- Wen Dao (1999). «延安时期的天主教和基督教» [Catolicismo y protestantismo durante el período Yan'an]. China Religion (中国宗教) (en chino) (2): 52–53.

### Artículos periodísticos
- Wang, Li (2014). «陕北近代教堂建筑艺术研究» [Investigación sobre el arte arquitectónico de las iglesias modernas en el norte de Shaanxi]. The World Religious Cultures (世界宗教文化) (en chino) (6): 104-107.
- Wang, Li; Yang, Haozhong (2013). «延安地区近代教堂建筑研究» [Investigación sobre la arquitectura de la iglesia moderna en Yan'an]. Sichuan Building Science (四川建筑科学研究) (en chino) 39 (5): 254-258.
- Wang, Li; Zhang, Weijun (2008). «中西文化交融下的延安桥儿沟天主教教堂» [Influencia de la interacción entre la cultura china y occidental en las iglesias católicas de Qiao'ergou en Yan'an]. Chinese and Overseas Architecture (中外建筑) (en chino) (7): 68-70.
- Wu, Nong; Wu, Wei (2020). «陕北革命旧址中的延安桥儿沟天主堂» [Iglesia católica Yan’an Qiaoergou en el antiguo lugar de la revolución del norte de Shaanxi]. Shanxi Architecture (山西建筑) (en chino) 46 (13): 13-14. doi:10.13719/j.cnki.cn14-1279/tu.2020.13.006.